# John Burroughs (guvernör)
John Burroughs, född 7 april 1907 i Robert Lee, Texas, död 21 maj 1978 i Portales, New Mexico, var en amerikansk affärsman och politiker (demokrat). Han var den 18:e guvernören i delstaten New Mexico 1959–1961.
Burroughs avlade 1929 kandidatexamen vid Texas Technological College (numera Texas Tech University). Han grundade företaget Cotton Oil Mill and Peanut Mill Company.
I 1958 års guvernörsval besegrade Burroughs mycket knappt den sittande guvernören Edwin L. Mechem.